# Trò chơi điện tử đối kháng
Trò chơi điện tử đối kháng là một thể loại trò chơi điện tử hay còn gọi là trò chơi đánh nhau (tiếng Anh fighting game). Trò chơi điện tử đối kháng là các trò chơi mà trong đó người chơi điều khiển một nhân vật tham gia một cuộc đấu tay đôi với một nhân vật khác trên một màn hình có giới hạn. Các nhân vật thường có khả năng ngang nhau. Người chơi sẽ phải dùng các nút bấm để tung ra các đòn đánh cơ bản, hay các đòn đặc biệt như vật, khóa đòn, phản công hay các "tuyệt chiêu". Việc bấm các nút nhanh và hợp lý sẽ giúp tung ra các đòn đánh liên hoàn ("combo").
Trò chơi điện tử đối kháng đầu tiên là Heavyweight Champ sản xuất năm 1976. Nhưng trò chơi đối kháng một đấu một chỉ thực sự phổ biến với sự xuất hiện của Karate Champ (1984) và The Way of the Exploding Fist (1985). Cũng trong năm 1985, trò chơi Yie Ar Kung-Fu là trò chơi đầu tiên có nhân vật chính đến năm 1987, Street Fighter lần đầu ra mắt hệ thống các đòn đánh đặc biệt.
Năm 1991, thành công vang dội của Capcom với trò chơi Street Fighter II đã góp phần lớn vào việc định hình và tạo sự phổ biến cho thể loại đối kháng. Trò chơi đối kháng xuất hiện nhiều hơn ở những cuộc thi đấu trò chơi điện tử, đặc biệt là ở hệ máy thùng. (arcade). Tiếp nối sự thành công của Street Fighter, nhiều trò chơi đối kháng lần lượt xuất hiện và trở nên phổ biến như Mortal Kombat, Virtua Fighter, Samurai Shodown, The King of Fighters và Tekken.
Sự xuất hiện của các hệ máy cầm tay tại nhà đã làm cho máy thùng mất dần chỗ đứng của mình và từ đó cũng làm cho trò chơi đối kháng trở nên trì trệ hơn. Cùng với sự phổ biến của Internet và các thể loại trò chơi khác, trò chơi đối kháng có thể sẽ vẫn được yêu thích nhưng sẽ có thể lập lại được những thành công như nó đã từng làm được trong những năm 1990.